# (29411) 1996 WQ2
(29411) 1996 WQ2 es un asteroide perteneciente al cinturón de asteroides, descubierto el 20 de noviembre de 1996 por el equipo del Beijing Schmidt CCD Asteroid Program desde la Estación Xinglong, Hebei, China.

## Designación y nombre
Designado provisionalmente como 1996 WQ2.

## Características orbitales
1996 WQ2 está situado a una distancia media del Sol de 3,137 ua, pudiendo alejarse hasta 3,749 ua y acercarse hasta 2,525 ua. Su excentricidad es 0,195 y la inclinación orbital 16,388 grados. Emplea 2029,58 días en completar una órbita alrededor del Sol.
Los próximos acercamientos a la órbita de Júpiter ocurrirán el 5 de octubre de 2033, el 8 de diciembre de 2043 y el 30 de enero de 2117.

## Características físicas
La magnitud absoluta de 1996 WQ2 es 13,19. Tiene 7,529 km de diámetro y su albedo se estima en 0,216.